# Mika Erno
Carl Mikael Erno (ou Mika Erno, né Carl Mikael Erikson le 15 avril 1919 à Helsinki et mort le 8 février 2014 à Hämeenlinna) est un architecte finlandais.

## Biographie
En 1938, il obtient son baccalauréat du Lycée normal d'Helsinki.
En 1946, il obtient son diplôme d'architecte de l'École supérieure technique de Finlande.

## Ouvrages
- Église orthodoxe d'Hämeenlinnan 1962
- Salle paroissiale d'Hätilä, Hämeenlinna

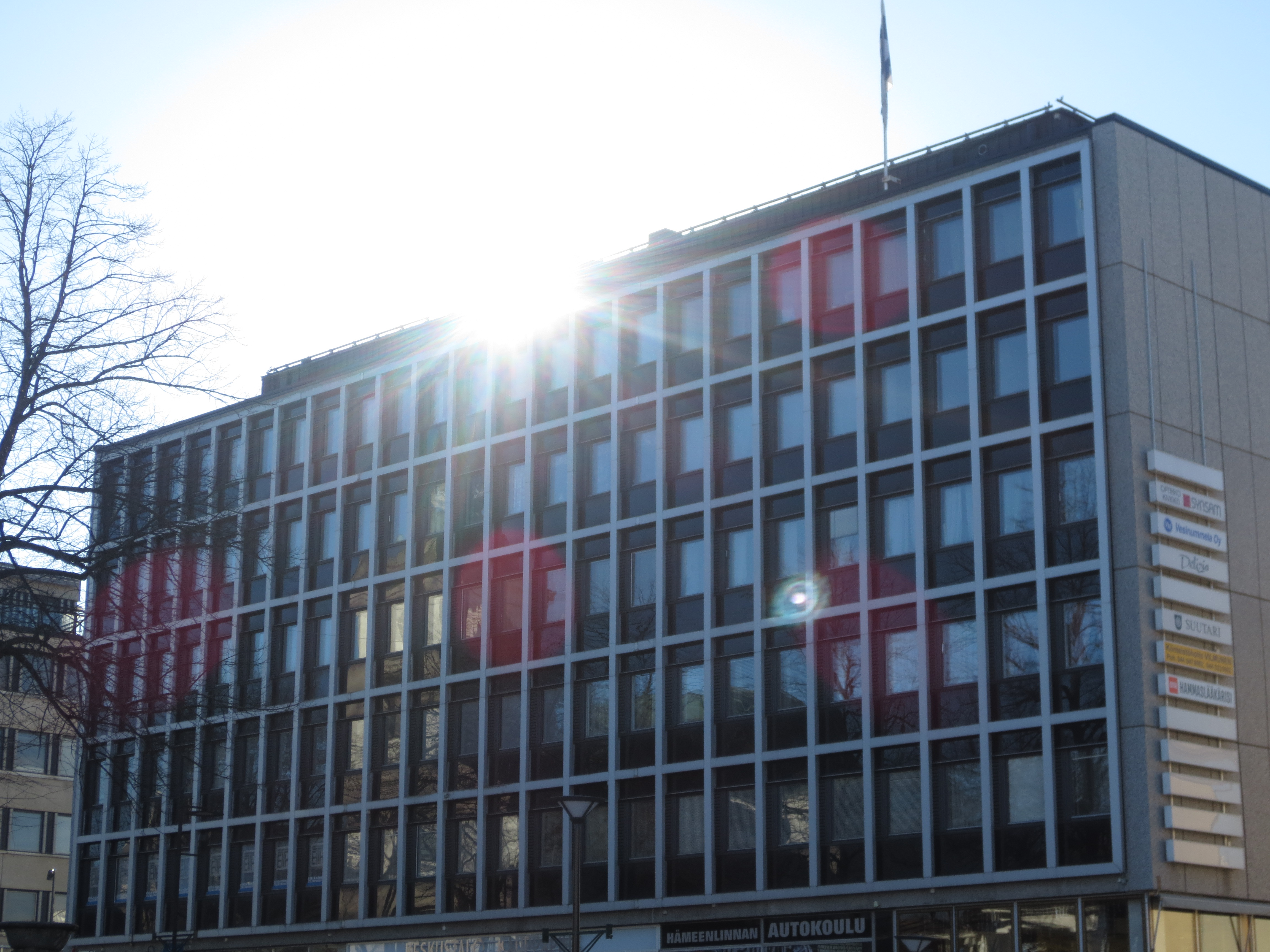
Keskustalo.

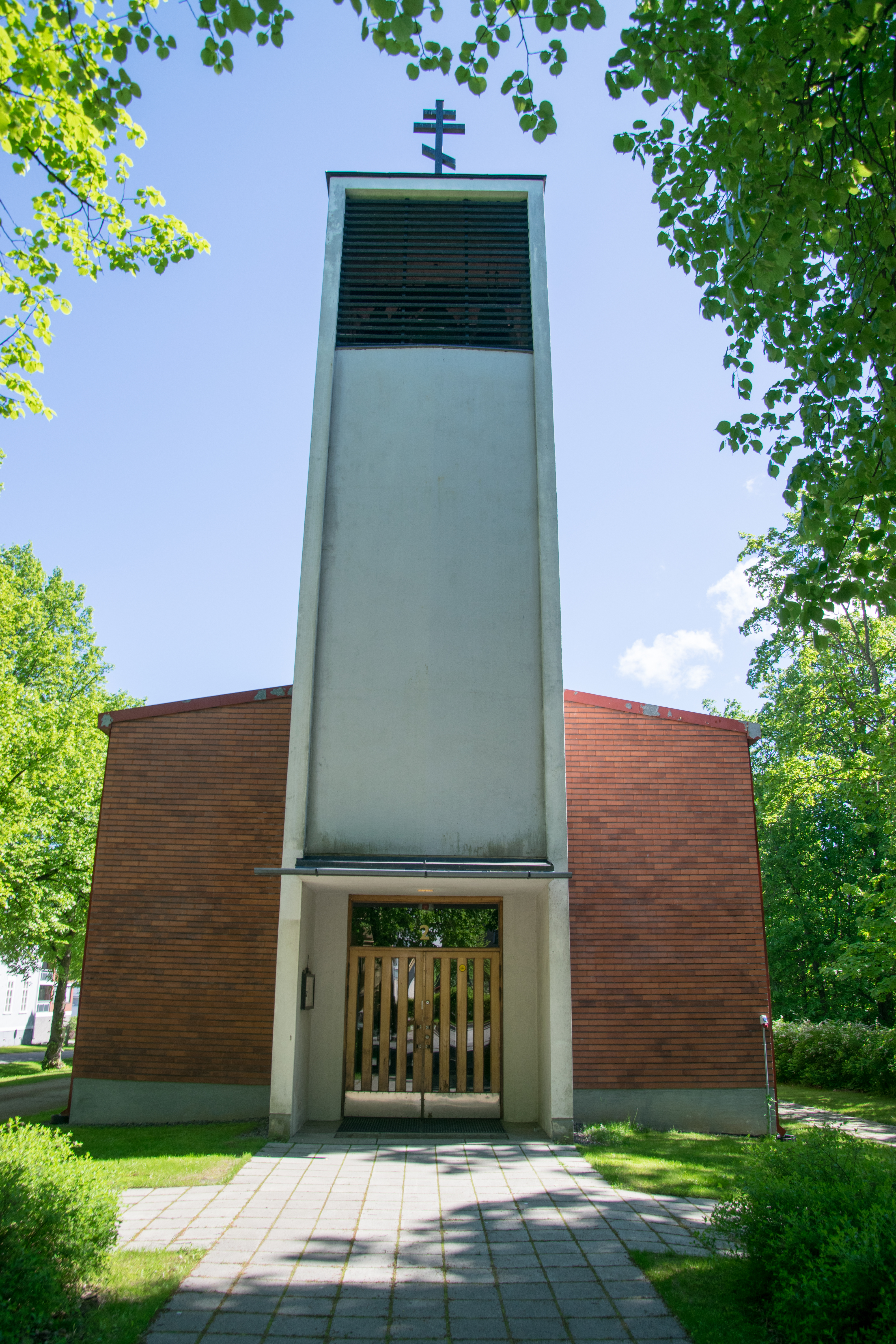
Église orthodoxe d'Hämeenlinna.

- Salle paroissiale centrale, Hämeenlinna
- Maison paroissiale d'Iittala
- Salle paroissiale de Janakkala
- École mixte de Turenki
- Lycée de Parola (agrandissement)
- Hôpital Pappilanniemi, Hattula
- Hôpital municipal de Jalasjärvi (agrandissement)
- Le jardin d'enfants de Turenki
- Jardin d'enfants, Tervakoski
- Virastotalo, Raatihuoneenkatu 9, Hämeenlinna
- Kela, police et bureau des impôts, Turenki
- Osuuspankki, Janakkala
- Banque d'épargne,  Renko
- Osuuspankki, Toijala
- Säästöpankki, Lammi (agrandissement)
- Immeuble d'Osuuspanki, Hämeenlinna
- Immeuble de bureaux de Hämeen Sähkö, Hämeenlinna
- Keskustalo, Hämeenlinna
- Centre commercial d'Ojoinen, Hämeenlinna
- Résidence étudiante S-Oppi, Haaga, Helsinki
- Usine K-Betonia, Hämeenlinna